# Rdeči seznam IUCN v naravi izumrlih vrst
17. decembra 2015 je bilo v Rdečem seznamu IUCN uvrščenih 78 v naravi izumrlih vrst, podvrst in varietet, populacij in subpopulacij.

## Živali (Animalia)
| ID vrste | Deblo      | Razred         | Red                | Družina         | Vrsta                              | Leto vrednotenja |
| -------- | ---------- | -------------- | ------------------ | --------------- | ---------------------------------- | ---------------- |
| 11690    | Arthropoda | Insecta        | Orthoptera         | Gryllidae       | Leptogryllus deceptor              | 1996             |
| 21741    | Arthropoda | Malacostraca   | Isopoda            | Sphaeromatidae  | Thermosphaeroma thermophilum       | 1996             |
| 1117     | Chordata   | Actinopterygii | Cyprinodontiformes | Goodeidae       | Ameca splendens                    | 1996             |
| 54583    | Chordata   | Amphibia       | Anura              | Bufonidae       | Anaxyrus baxteri                   | 2004             |
| 9017     | Chordata   | Reptilia       | Testudines         | Testudinidae    | Chelonoidis nigra ssp. abingdoni   | 1996             |
| 9021     | Chordata   | Reptilia       | Testudines         | Testudinidae    | Chelonoidis nigra ssp. duncanensis | 1996             |
| 22706052 | Chordata   | Aves           | Passeriformes      | Corvidae        | Corvus hawaiiensis                 | 2013             |
| 6144     | Chordata   | Actinopterygii | Cyprinodontiformes | Cyprinodontidae | Cyprinodon alvarezi                | 1996             |
| 6174     | Chordata   | Actinopterygii | Cyprinodontiformes | Cyprinodontidae | Cyprinodon longidorsalis           | 1996             |
| 7121     | Chordata   | Mammalia       | Cetartiodactyla    | Cervidae        | Elaphurus davidianus               | 2008             |
| 22692441 | Chordata   | Aves           | Gruiformes         | Rallidae        | Hypotaenidia owstoni               | 2012             |
| 13013    | Chordata   | Actinopterygii | Cyprinodontiformes | Cyprinodontidae | Megupsilon aporus                  | 1996             |
| 22678486 | Chordata   | Aves           | Galliformes        | Cracidae        | Mitu mitu                          | 2013             |
| 54837    | Chordata   | Amphibia       | Anura              | Bufonidae       | Nectophrynoides asperginis         | 2015             |
| 2173     | Chordata   | Reptilia       | Testudines         | Trionychidae    | Nilssonia nigricans                | 2002             |
| 15568    | Chordata   | Mammalia       | Cetartiodactyla    | Bovidae         | Oryx dammah                        | 2008             |
| 20285    | Chordata   | Actinopterygii | Cyprinodontiformes | Goodeidae       | Skiffia francesae                  | 1996             |
| 20745    | Chordata   | Actinopterygii | Salmoniformes      | Salmonidae      | Stenodus leucichthys               | 2008             |
| 22725862 | Chordata   | Aves           | Coraciiformes      | Alcedinidae     | Todiramphus cinnamominus           | 2015             |
| 22690740 | Chordata   | Aves           | Columbiformes      | Columbidae      | Zenaida graysoni                   | 2012             |
| 29612    | Mollusca   | Gastropoda     | Sorbeoconcha       | Thiaridae       | Aylacostoma chloroticum            | 2000             |
| 29611    | Mollusca   | Gastropoda     | Sorbeoconcha       | Thiaridae       | Aylacostoma guaraniticum           | 2000             |
| 29613    | Mollusca   | Gastropoda     | Sorbeoconcha       | Thiaridae       | Aylacostoma stigmaticum            | 2000             |
| 16286    | Mollusca   | Gastropoda     | Stylommatophora    | Partulidae      | Partula dentifera                  | 2009             |
| 16288    | Mollusca   | Gastropoda     | Stylommatophora    | Partulidae      | Partula faba                       | 2009             |
| 16275    | Mollusca   | Gastropoda     | Stylommatophora    | Partulidae      | Partula hebe                       | 2009             |
| 16277    | Mollusca   | Gastropoda     | Stylommatophora    | Partulidae      | Partula mirabilis                  | 2009             |
| 16278    | Mollusca   | Gastropoda     | Stylommatophora    | Partulidae      | Partula mooreana                   | 2009             |
| 16320    | Mollusca   | Gastropoda     | Stylommatophora    | Partulidae      | Partula nodosa                     | 2009             |
| 16293    | Mollusca   | Gastropoda     | Stylommatophora    | Partulidae      | Partula rosea                      | 2009             |
| 16281    | Mollusca   | Gastropoda     | Stylommatophora    | Partulidae      | Partula suturalis                  | 2009             |
| 16345    | Mollusca   | Gastropoda     | Stylommatophora    | Partulidae      | Partula suturalis ssp. strigosa    | 1996             |
| 16344    | Mollusca   | Gastropoda     | Stylommatophora    | Partulidae      | Partula suturalis ssp. vexillum    | 1996             |
| 16346    | Mollusca   | Gastropoda     | Stylommatophora    | Partulidae      | Partula taeniata ssp. elongata     | 1996             |
| 16348    | Mollusca   | Gastropoda     | Stylommatophora    | Partulidae      | Partula taeniata ssp. nucleola     | 1996             |
| 16347    | Mollusca   | Gastropoda     | Stylommatophora    | Partulidae      | Partula taeniata ssp. simulans     | 1996             |
| 16283    | Mollusca   | Gastropoda     | Stylommatophora    | Partulidae      | Partula tohiveana                  | 2009             |
| 16330    | Mollusca   | Gastropoda     | Stylommatophora    | Partulidae      | Partula tristis                    | 2009             |
| 16295    | Mollusca   | Gastropoda     | Stylommatophora    | Partulidae      | Partula varia                      | 2009             |

## Rastline (Plantae)
| ID vrste | Deblo        | Razred         | Red             | Družina         | Vrsta                           | Leto vrednotenja |
| -------- | ------------ | -------------- | --------------- | --------------- | ------------------------------- | ---------------- |
| 34308    | Tracheophyta | Magnoliopsida  | Fagales         | Betulaceae      | Betula szaferi                  | 1998             |
| 165228   | Tracheophyta | Liliopsida     | Cyperales       | Gramineae       | Bromus bromoideus               | 2013             |
| 165247   | Tracheophyta | Liliopsida     | Cyperales       | Gramineae       | Bromus interruptus              | 2013             |
| 51247708 | Tracheophyta | Magnoliopsida  | Solanales       | Solanaceae      | Brugmansia arborea              | 2014             |
| 38124    | Tracheophyta | Magnoliopsida  | Solanales       | Solanaceae      | Brugmansia aurea                | 2014             |
| 51247667 | Tracheophyta | Magnoliopsida  | Solanales       | Solanaceae      | Brugmansia insignis             | 2014             |
| 51247690 | Tracheophyta | Magnoliopsida  | Solanales       | Solanaceae      | Brugmansia sanguinea            | 2014             |
| 51247699 | Tracheophyta | Magnoliopsida  | Solanales       | Solanaceae      | Brugmansia suaveolens           | 2014             |
| 38125    | Tracheophyta | Magnoliopsida  | Solanales       | Solanaceae      | Brugmansia versicolor           | 2014             |
| 51247712 | Tracheophyta | Magnoliopsida  | Solanales       | Solanaceae      | Brugmansia vulcanicola          | 2014             |
| 30767    | Tracheophyta | Magnoliopsida  | Campanulales    | Campanulaceae   | Clermontia peleana              | 2003             |
| 44102    | Tracheophyta | Magnoliopsida  | Campanulales    | Campanulaceae   | Clermontia peleana ssp. peleana | 2003             |
| 37591    | Tracheophyta | Magnoliopsida  | Asterales       | Compositae      | Commidendrum rotundifolium      | 2003             |
| 38493    | Tracheophyta | Liliopsida     | Arecales        | Palmae          | Corypha taliera                 | 1998             |
| 30366    | Tracheophyta | Liliopsida     | Arecales        | Palmae          | Cryosophila williamsii          | 1998             |
| 44109    | Tracheophyta | Magnoliopsida  | Campanulales    | Campanulaceae   | Cyanea pinnatifida              | 2003             |
| 44135    | Tracheophyta | Magnoliopsida  | Campanulales    | Campanulaceae   | Cyanea superba                  | 2003             |
| 34028    | Tracheophyta | Magnoliopsida  | Campanulales    | Campanulaceae   | Cyanea superba ssp. superba     | 2003             |
| 44053    | Tracheophyta | Magnoliopsida  | Campanulales    | Campanulaceae   | Cyanea truncata                 | 2003             |
| 44056    | Tracheophyta | Magnoliopsida  | Scrophulariales | Gesneriaceae    | Cyrtandra waiolani              | 2003             |
| 56605187 | Tracheophyta | Polypodiopsida | Polypodiales    | Athyriaceae     | Diplazium laffanianum           | 2014             |
| 41882    | Tracheophyta | Cycadopsida    | Cycadales       | Zamiaceae       | Encephalartos brevifoliolatus   | 2010             |
| 41896    | Tracheophyta | Cycadopsida    | Cycadales       | Zamiaceae       | Encephalartos nubimontanus      | 2010             |
| 41764    | Tracheophyta | Cycadopsida    | Cycadales       | Zamiaceae       | Encephalartos relictus          | 2010             |
| 41881    | Tracheophyta | Cycadopsida    | Cycadales       | Zamiaceae       | Encephalartos woodii            | 2010             |
| 31680    | Tracheophyta | Magnoliopsida  | Linales         | Erythroxylaceae | Erythroxylum echinodendron      | 1998             |
| 37613    | Tracheophyta | Magnoliopsida  | Euphorbiales    | Euphorbiaceae   | Euphorbia mayurnathanii         | 1998             |
| 32349    | Tracheophyta | Magnoliopsida  | Malvales        | Sterculiaceae   | Firmiana major                  | 1998             |
| 30408    | Tracheophyta | Magnoliopsida  | Theales         | Theaceae        | Franklinia alatamaha            | 2015             |
| 30932    | Tracheophyta | Magnoliopsida  | Malvales        | Malvaceae       | Kokia cookei                    | 1998             |
| 61670    | Tracheophyta | Magnoliopsida  | Primulales      | Primulaceae     | Lysimachia minoricensis         | 2011             |
| 32059    | Tracheophyta | Magnoliopsida  | Sapindales      | Anacardiaceae   | Mangifera casturi               | 1998             |
| 37503    | Tracheophyta | Magnoliopsida  | Sapindales      | Anacardiaceae   | Mangifera rubropetala           | 1998             |
| 185459   | Tracheophyta | Magnoliopsida  | Nymphaeales     | Nymphaeaceae    | Nymphaea thermarum              | 2010             |
| 37821    | Tracheophyta | Magnoliopsida  | Ericales        | Ericaceae       | Rhododendron kanehirai          | 1998             |
| 133711   | Tracheophyta | Magnoliopsida  | Asterales       | Compositae      | Senecio leucopeplus             | 2008             |
| 30392    | Tracheophyta | Magnoliopsida  | Fabales         | Leguminosae     | Sophora toromiro                | 1998             |
| 37996    | Tracheophyta | Magnoliopsida  | Myrtales        | Combretaceae    | Terminalia acuminata            | 1998             |
| 30560    | Tracheophyta | Magnoliopsida  | Malvales        | Sterculiaceae   | Trochetiopsis erythroxylon      | 2003             |